# Acatlán de Pérez Figueroa
Pour la municipalité du Jalisco, voir Acatlán de Juárez.
Acatlán de Pérez Figueroa est une municipalité et une ville de l'État de Oaxaca, au Mexique. La municipalité couvre une superficie de 933,9 km2 et compte 45 883 habitants en 2015.